# 기시다 끌어내리기

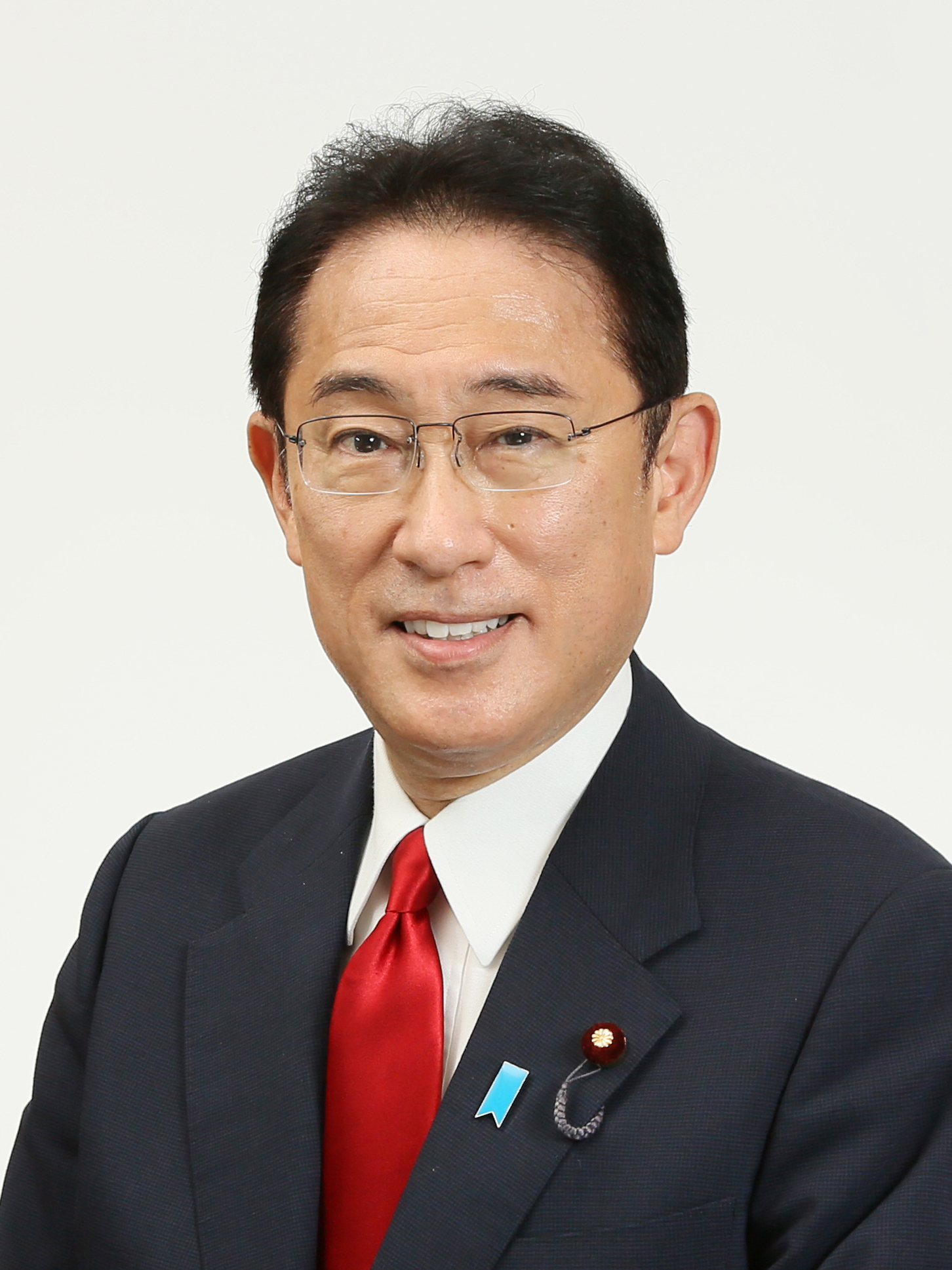
2021년 기시다 후미오의 모습.

기시다 끌어내리기(일본어: 岸田おろし 기시다오로시[*])는 2024년 일본 자유민주당 내에서 일어난 제100대, 제101대 일본의 내각총리대신 기시다 후미오를 향한 퇴진 요구이다.

## 배경
기시다 후미오는 2021년 10월 4일 내각총리대신에 취임한 직후 열린 2021년 제49회 일본 중의원 의원 총선거에서 자유민주당이 과반수로 승리했으며 이후에도 기시다 내각의 지지율은 비교적 높은 수준을 유지했다.

### 구 통일교 문제
하지만 2022년 7월 8일 아베 신조 피살 사건 사건 이후 일본 자유민주당과 세계평화통일가정연합 사이 관계가 드러나면서 같은 해 8월 이후 기시다 내각 지지율이 급격히 감소하기 시작했다.
같은 해 가을 열린 임시국회에선 스캔들이 잇다라 발생해 내각 각료의 해임이 이어졌다. 기시다 내각의 퇴진 결정이 점점 늦춰지면서 여당과 야당 양쪽 모두에서부터 비판의 목소리가 터져나왔다.
이후 2023년 3월부터 5월까지 열린 히로시마현 히로시마시에서 열린 제49회 G7 정상회의를 계기로 내각 지지율이 다시 상승세를 보였으나 6월 이후 마이너스 카드를 둘러싼 논란과 저출산 대책에 대한 부정적인 평가로 내각 지지율이 다시 하향세로 돌아섰다.

### 정치자금 파티 수입 뒷돈 문제
같은 해 11월 이후 정치자금 파티 수입의 비자금 문제가 수면 위로 떠올랐고, 12월에는 문제가 불거진 세이와 정책연구회(통칭 아베파) 소속 각료 등 정무 삼두마차를 전부 교체했다. 하지만 내각 지지율은 더 하락하여 2012년 일본 자유민주당의 정권 탈환 이후 최저치를 기록했다.
이 문제로 2024년 1월 기시다 총리는 자신이 회장을 맡은 굉지회(통칭 기시다파)를 해산할 예정이라고 발표했고 4월에는 아베파 및 지수회(통칭 니카이파) 의원 39명을 당내 처분에 부쳤지만 자민당 내에서는 기시다 총리를 공개적으로 비판하는 이례적인 발언이 나오는 등 처분 내용에 대한 불만의 목소리가 나왔다.

## 전개

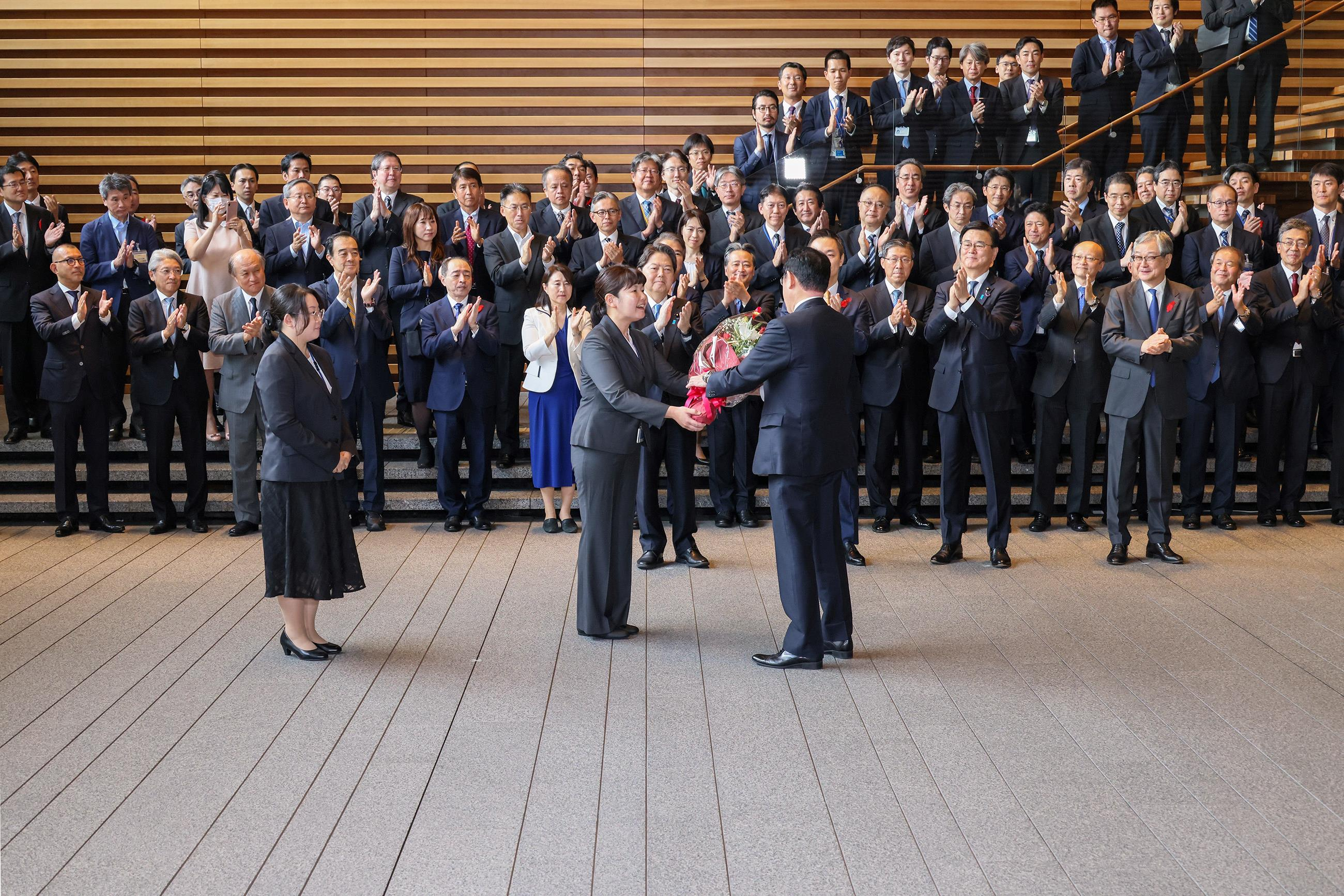
내각총사퇴를 발표하면서 꽃다발을 받는 기시다 총리의 모습

2024년 6월이 되자 차기 중의원 선거에 대한 위기감 등으로 자민당 내에서 기시다 총리의 퇴진을 요구하는 목소리가 나오기 시작했다.
6월 23일 스가 요시히데는 인터넷 방송에서 정치 불신은 책임을 지지 않는 기시다의 책임에 있다며 기시다의 총리 사퇴를 요구했다.
7월 7일 사사가와 히로요시는 "조직의 수장이 결단을 내려야 한다"라며 사실상 기시다 총리의 퇴진을 요구했다.
7월 14일 후루카와 나오키는 "보통의 기업이라면 제대로 책임을 지는 것이 정상"이라며 기시다 총리의 교체를 요구했다. 또한 후임 총리로는 고이즈미 신지로가 적합하다는 의견을 내세웠다.
자유민주당 내 지방 조직에서도 기시다의 퇴진을 요구하는 목소리가 잇다랐다. 이에 대해 기시다 총리는 "엄숙히 받아들여야만 한다. 앞으로도 지방의 목소리, 현장의 목소리에 귀를 기울이겠다"고 말했다.

### 총재 선거 불출마 및 사퇴
8월 14일 기시다 후미오 총리는 총리관저에서 기자회견을 열고 9월 열릴 예정인 2024년 일본 자유민주당 총재 선거에 출마하지 않겠다고 밝혔다.
10월 1일, 제2차 기시다 제2차 개조내각이 총사퇴하고 기시다는 총리직에서 물러났다.

## 같이 보기
- 기시다 후미오
- 기시다 내각
- 2024년 일본 자유민주당 총재 선거
- 도각
- 일본 자민당 시절의 도각 운동
  - 미키 끌어내리기
  - 가이후 끌어내리기
  - 아베 끌어내리기
  - 후쿠다 끌어내리기
  - 아소 끌어내리기
- 일본 민주당 시절의 도각 운동
  - 하토야마 끌어내리기
  - 간 끌어내리기